# Poblado C-15 Adolfo López Mateos
Poblado C-15 Adolfo López Mateos es un poblado del municipio de Cárdenas ubicado en la subregión de la Chontalpa del estado mexicano de Tabasco.

## Geografía
La localidad se ubica a 23.5 kilómetros (en dirección suroeste) de la localidad de Cárdenas, la cabecera y lugar más poblado del municipio. Se sitúa en las coordenadas geográficas 18°06′41″N 93°33′56″O / 18.111389, -93.565556, a una elevación de 5 metros sobre el nivel del mar.

## Demografía
Según el Conteo de Población y Vivienda 2020, efectuado por el Instituto Nacional de Estadística y Geografía, la localidad de Poblado C-15 Adolfo López Mateos tiene 2,731 habitantes, de los cuales 1,320 son del sexo masculino y 1,411 del sexo femenino. Su tasa de fecundidad es de 2.99 hijos por mujer y tiene 680 viviendas particulares habitadas.
| Gráfica de evolución demográfica de Poblado C-15 Adolfo López Mateos entre 1970 y 2020 |
|                                                                                        |
| INEGI.                                                                                 |